# 楊晨熙
楊晨熙（Jelly Yang，1984年8月20日—），原名楊佳怡。台灣兒童節目主持人、女演員，於2012年將藝名楊晨熙改為本名。曾以MOMO親子台家族成員“果凍姐姐”及兒童節目主持人聞名，現為傑星娛樂的旗下藝人

## 早年簡歷
家庭中排行老幺（有一位哥哥楊孝先）。高中時期就讀臺北市立華江高級中學之後畢業於臺北市立教育大學幼兒教育學系，以全系第一名畢業，並輔系語文教育學系；曾任國民小學實習教師與幼稚園教師，在台灣擁有幼稚園和國民小學教師證。
曾加入MOMO親子台旗下節目主持人兼MOMO家族成員“果凍姐姐”，2016年離開MOMO親子台。
超視“生活接力棒”外景主持人。在2010年參加舞台劇演出。在2011年參加電視劇演出。

## 主持作品

### 節目主持
| 年份 | 頻道       | 節目                | 備註     |
| ---- | ---------- | ------------------- | -------- |
|      | 緯來綜合台 | 健康好食在          | 助理主持 |
|      | MOMO親子台 | 《hikids小玩家》    |          |
|      | MOMO親子台 | 《MOMO歡樂谷》      |          |
|      | MOMO親子台 | 《東摸摸西摸摸》    |          |
|      | MOMO親子台 | 《圓夢巨人》        |          |
|      | MOMO親子台 | 《小學pk王》        |          |
|      | MOMO親子台 | 《Ronal叔叔童樂會》 |          |
|      | 緯來綜合台 | 《電玩快打》        | 代班     |
|      | 超級電視   | 《生活接力棒》      | 外景主持 |
|      | 中天綜合台 | 《金牌大健諜》      | 特派員   |

### 活動主持
- 《妝出自信 舞出魅力 -化妝舞會》
- 《台亞加油站開獎主持》
- 《童裝美悅兒拍照會》
- 《momo暢遊趣記者會》
- 《愛河親子童樂會》
- 《火力少年王大賽》
- 《音象先修網世貿玩具展》
- 《世貿寵物展》
- 《功夫熊貓小小新人王選拔》
- 《馬達加斯加親子舞蹈大賽》
- 《小紅帽美樂帝的冒險森林歌舞劇☆創皂幸福點亮愛記者會》
- 《創皂幸福點亮愛記者會》
- 《夢時代-寶寶爬行 寵物派對》
- 《MOMO歡樂fun暑假 全省巡迴》
- 《2010創世基金會愛心義賣園遊會》
- 《2017高雄萬聖環保變裝競賽》
- 《2017國民健康署 我的健康讚 快來學健康的愛心早午餐》

## 演出作品

### 電視劇
| 年份   | 頻道   | 劇名             | 飾演                 |
| ------ | ------ | ---------------- | -------------------- |
| 2011年 | 華視   | 艋舺燿輝         | 小燕子               |
| 2011年 | 土豆網 | 愛上微笑         | 賴佳(第三集特別嘉賓) |
| 2012年 | 央視   | 原鄉             | 小芳                 |
| 2014年 | 樂視   | PMAM之美好偵探社 | 心蕙                 |
| 2015年 | 酷瞧   | 恐怖高校劇場     | 子晴                 |
| 2016年 | 華視   | 海海人生         | 張曉雲               |

### 舞台劇
- 2010年 momo親子台首齣音樂歌舞劇<芊芊的生日禮物>
- 2010年 Momo 夢想嘉年華的歌舞劇
- 2010年 嘿!阿弟牯 本齣舞台劇是由紙風車劇團和MOMO親子台的檸檬哥哥跟果凍姐姐一起演出,嘿!阿弟牯也是第一齣客家兒童舞台劇(首場2010/11/19(五) 19:30)

### 音樂錄影帶
- 2018年 YellowBlack 耶魯布萊克<討M鬼>

### 廣告作品
- 2008年 7-ELEVEN ibon篇
- 2008年 青箭口香糖廣告
- 雅芳 TVC
- 全家 TVC

## 音樂作品

### 專輯
- MOMO歡樂谷1（CD+DVD）（2008-01-25，富康唱片）- 快樂BABY加加油
- MOMO歡樂谷2（CD+DVD）（2009-01-22，富康唱片）- 歡樂谷的異想世界
- MOMO歡樂谷3（CD+DVD）（2010-01-21，富康唱片）- 歡樂谷的夢想嘉年華
- MOMO歡樂谷4（CD+DVD）（2010-12-26，富康唱片）- 歡樂谷的奇幻樂園
- MOMO歡樂谷5（CD+DVD）（2011-12-23，富康唱片）- 歡樂谷愛的進行曲
- MOMO歡樂谷6（CD+DVD）（2012-12-28，富康唱片）- 歡樂谷的音樂魔法
- MOMO歡樂谷7（CD+DVD）（2013-12-24，富康唱片）- 歡樂谷的閃亮新世界
- MOMO歡樂谷8（CD+DVD）（2014-12-12，富康唱片）- MOMO飛到歡樂谷
- MOMO歡樂谷9（CD+DVD）（2015-12-15，富康唱片）- 歡樂谷的快樂萬花筒
- 奇多歌曲演唱
- 台灣大哥大創作曲第一名

## 出版書籍
- 動出自癒力(擔任書籍中OL MODEL角色)

## 外部連結
- 楊晨熙的Facebook專頁
- 楊晨熙的Instagram帳戶
- 楊晨熙的新浪微博
- 楊晨熙Line官方Id  @hyr1923v
- 傑星娛樂 楊晨熙簡介 （页面存档备份，存于）